# Акра (Ірак)
'Акра (араб. عقرة, курд. Akrê, сорані ئاکرێ, сир. ܥܩܪܐ aqra ) — місто на півночі Іраку, розташоване на території мухафази Найнава. Адміністративний центр однойменного округу.

## Географія
Місто знаходиться в північно-східній частині мухафази, у гірській місцевості, на висоті 655 метрів над рівнем моря. 

Акра розташована на відстані приблизно 73 кілометрів на північний схід від Мосулу, адміністративного центру провінції і на відстані 372 кілометрів на північ від Багдаду, столиці країни.

## Населення
За даними останнього офіційного перепису 1965 року, населення складало 8671 осіб.
Динаміка чисельності населення міста по роках:
| 1965 | 2012  |
| ---- | ----- |
| 8671 | 27166 |

## Уродженці
- Хінер Салеєм — курдський кінорежисер.